# Nancy Dowd
Nancy Dowd (Framingham, 1945) is een Amerikaans scenarioschrijfster. In 1979 won ze met het oorlogsdrama Coming Home (1978) de Oscar voor beste originele scenario. Haar broer is filmproducent en acteur Ned Dowd.

## Biografie
Nancy Dowd werd in 1945 geboren in Framingham (Massachusetts). Haar vader was een welvarende fabrieksuitbater. Ze studeerde aan Smith College en een jaar aan de Universiteit van Parijs. Na haar studies ging ze als leerkracht Engels aan de slag in Tokio.  Ze keerde terug naar de Verenigde Staten, waar ze zich aansloot bij de filmafdeling van de Universiteit van Californië in Los Angeles, waar ze als studente regisseur King Vidor assisteerde.
Dowd werkte begin jaren 1970 als productiemanager mee aan Jane Fonda's F.T.A. Tour, een theatertour die omschreven werd als politieke vaudeville en gericht was tegen de Vietnamoorlog. In 1972 werd met F.T.A. een documentaire over de tour gemaakt.
In 1977 brak Dowd door met haar scenario voor de komische sportfilm Slap Shot. De film was gebaseerd op het ijshockeyteam van haar broer Ned, dat ze van dichtbij gevolgd had. Haar broer vertolkt in de film ook een kleine rol. Hoewel Dowd zichzelf als feministisch bestempelt, kreeg ze kritiek om enkele seksistische en vrouwonvriendelijke dialogen in de film.
Dowds eerste scenario heette Buffalo Ghosts en speelde zich af tijdens de Vietnamoorlog, aan het Amerikaanse thuisfront. Het filmproject sleepte enkele jaren aan en werd uiteindelijk verfilmd door actrice Jane Fonda en haar bevriende producent Bruce Gilbert. Dowds verhaal werd herschreven door Waldo Salt en Robert C. Jones en uitgebracht onder de titel Coming Home (1978). Zowel hoofdrolspelers Jane Fonda en Jon Voight als scenaristen Dowd, Salt en Jones werden voor hun werk bekroond met een Oscar. Dowd noemde de uiteindelijk film "verschrikkelijk".
In juni 2008 schreef Dowd een lezersbrief naar het tijdschrift Vanity Fair, waarin ze enkele uitspraken van onder meer filmauteur Peter Biskind en Jane Fonda weerlegde. Zo ontkende Dowd dat Fonda en Gilbert, in tegenstelling tot wat ze zelf beweren, een rol gespeeld hadden in het bedenken en schrijven van Coming Home. De scenariste onderstreepte in haar brief dat de bekende seksscène uit de film niet door Fonda maar door haarzelf bedacht en geschreven werd. In haar autobiografie My Life So Far (2005) stelde Fonda ook dat Waldo Salt omwille van hartproblemen vervangen werd door Robert C. Jones. Volgens Dowd werd Salt vervangen omdat hij een dronkaard en slechte schrijver was.
Dowd werkte in de jaren 1970 ook mee aan de scenario's voor Straight Time (1978), North Dallas Forty (1979) en Ordinary People (1980). Voor die films ontving ze geen officiële vermelding in de credits. In 1980 schreef ze ook mee aan twee afleveringen van het sketchprogramma Saturday Night Live.
Omwille van het succes van Slap Shot werd Dowd door Paramount Pictures gevraagd om twee films te schrijven voor de studio. Dit resulteerde in Ladies and Gentlemen, the Fabulous Stains (1982), een muzikale film over enkele vrouwen die in een treurige industriestad wonen en een punkband oprichten. Het project kende een turbulente productie en werd door de studio in slechts een beperkt aantal bioscopen uitgebracht. Dowd werd op de set het slachtoffer van seksueel grensoverschrijdend gedrag en eiste dat haar naam van de film gehaald werd. Ze kreeg uiteindelijk een credit onder het pseudoniem Rob Morton. Onder meer doordat de film zich afspeelt in de punkscene en uit het perspectief van vrouwen verteld wordt, groeide Ladies and Gentlemen, the Fabulous Stains uit tot een cultfilm.

## Prijzen en nominaties
| Prijs                          | Categorie                | Film               | Resultaat   |
| ------------------------------ | ------------------------ | ------------------ | ----------- |
| Writers Guild of America Award | Beste originele komedie  | Slap Shot (1977)   | Genomineerd |
| Academy Award                  | Beste originele scenario | Coming Home (1978) | Gewonnen    |

## Filmografie
Officieel
- Slap Shot (1977)
- Coming Home (1978)
- Saturday Night Live (1980) (2 afleveringen)
- Ladies and Gentlemen, The Fabulous Stains (1982) (onder het pseudoniem Rob Morton)
- Love (1982) (segment "For Life")
- Swing Shift (1984) (onder het pseudoniem Rob Morton)
- Let It Ride (1989) (onder het pseudoniem Ernest Morton)

Officieus
- F.T.A. (1972) (documentaire)
- Straight Time (1978)
- North Dallas Forty (1979)
- Ordinary People (1980)
- Cloak & Dagger (1984)
- White Nights (1985)